# 9 janvier 1982
Le samedi 9 janvier 1982 est le 9e jour de l'année 1982.

## Naissances
- Anusha Dandekar, actrice indienne
- Catherine Middleton, membre de la famille royale britannique et princesse de Galles
- David Paul Kay, peintre américain d'origine géorgienne
- Grétar Steinsson, footballeur islandais
- Isaac Delahaye, musicien belge
- Julie Rydahl Bukh, footballeuse danoise
- Junya Sano, coureur cycliste japonais
- Kane Thompson, joueur néo-zélandais de rugby à XV
- Pauline Akonga, Joueuse de basket-ball congolaise
- Robert Jenrick, homme politique britannique
- Sanaa Benhama, athlète paralympique marocaine
- Tewfik Jallab, acteur français
- Tony Peña, joueur de baseball dominicain
- Yumiko Hara, athlète japonaise
- Zahir Zerdab, footballeur algérien

## Décès
- Anatola Soungouroff (né le 17 mars 1911), peintre russe
- Araldo Caprili (né le 10 septembre 1920), footballeur italien
- François Malkovsky (né le 22 septembre 1889), danseur français d'origine tchèque
- Georges de Morsier (né le 25 février 1894), neurologue et psychiatre suisse
- Vido Musso (né le 17 janvier 1913), musicien italien